# (37541) 1981 EW7
1981 EW7 (asteroide 37541) é um asteroide da cintura principal. Possui uma excentricidade de 0.13246070 e uma inclinação de 11.60410º.
Este asteroide foi descoberto no dia 1 de março de 1981 por Schelte J. Bus em Siding Spring.